# فرودگاه بوکوندینی
فرودگاه بوکوندینی (به انگلیسی: Bokondini Airport) یک فرودگاه با کد یاتا BUI است . این فرودگاه در کشور اندونزی قرار دارد .